# Djupsjön (Anundsjö socken, Ångermanland)
Djupsjön är en sjö i Örnsköldsviks kommun i Ångermanland och ingår i Moälvens huvudavrinningsområde. Sjön har en area på 0,569 kvadratkilometer och ligger 141 meter över havet. Sjön avvattnas av vattendraget Galasjöån.

## Delavrinningsområde
Djupsjön ingår i det delavrinningsområde (703433-162189) som SMHI kallar för Inloppet i Lillsjön. Medelhöjden är 191 meter över havet och ytan är 6,38 kvadratkilometer. Räknas de 12 avrinningsområdena uppströms in blir den ackumulerade arean 52,27 kvadratkilometer. Galasjöån som avvattnar avrinningsområdet har biflödesordning 2, vilket innebär att vattnet flödar genom totalt 2 vattendrag innan det når havet efter 34 kilometer. Avrinningsområdet består mestadels av skog (85 procent). Avrinningsområdet har 0,57 kvadratkilometer vattenytor vilket ger det en sjöprocent på 9 procent.